# إدوارد سكينر
إدوارد سكينر (18 يناير 1847 - 10 فبراير 1919) (بالإنجليزية: Edward Skinner)‏ هو لاعب كريكت بريطاني.